# Canada’s Walk of Fame
Koordinaten: 43° 38′ 49,1″ N, 79° 23′ 9,7″ W

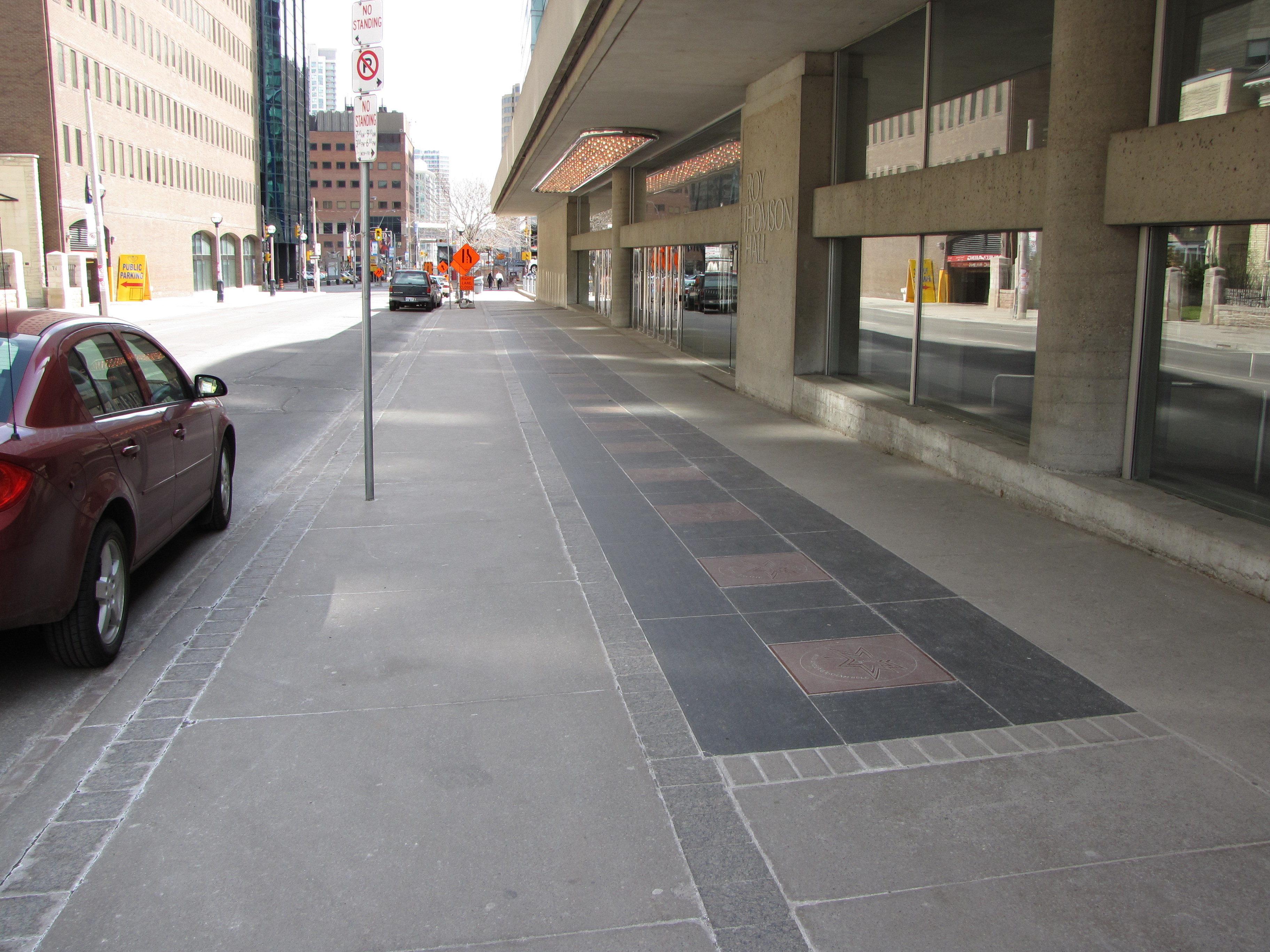
Abschnitt des Canada’s Walk of Fame entlang der Simcoe Street in Toronto

Der Canada’s Walk of Fame ist ein Gehweg im kanadischen Toronto, vergleichbar dem Hollywood Walk of Fame in Los Angeles. Er erstreckt sich von der Roy Thomson Hall beidseitig entlang der King Street rund um das Royal Alexandra Theatre bis in die Simcoe Street und wurde 1998 eröffnet. Neben Schauspielern, Filmproduzenten und Musikern werden dort, im Unterschied zum Hollywood Walk of Fame, aber beispielsweise auch Sportler, Schriftsteller und Models bei den jeweils einmal pro Jahr stattfindenden Zeremonien geehrt.

## Geschichte und Auswahlverfahren
Die Idee für einen Walk of Fame in Toronto hatte 1996 der Geschäftsmann Peter Soumalias, der zunächst vorschlug, jährlich verdiente Prominente der Stadt zu ehren; daraus entwickelte sich das Projekt, nach dem Vorbild Hollywoods einen Canada’s Walk of Fame für Personen aus ganz Kanada ins Leben zu rufen. Gemeinsam mit weiteren Partnern aus Toronto finanzierte Soumalias 1998 die ersten 13 Sternverleihungen. Seither hat sich der Walk of Fame in Toronto zu einer Touristenattraktion entwickelt.

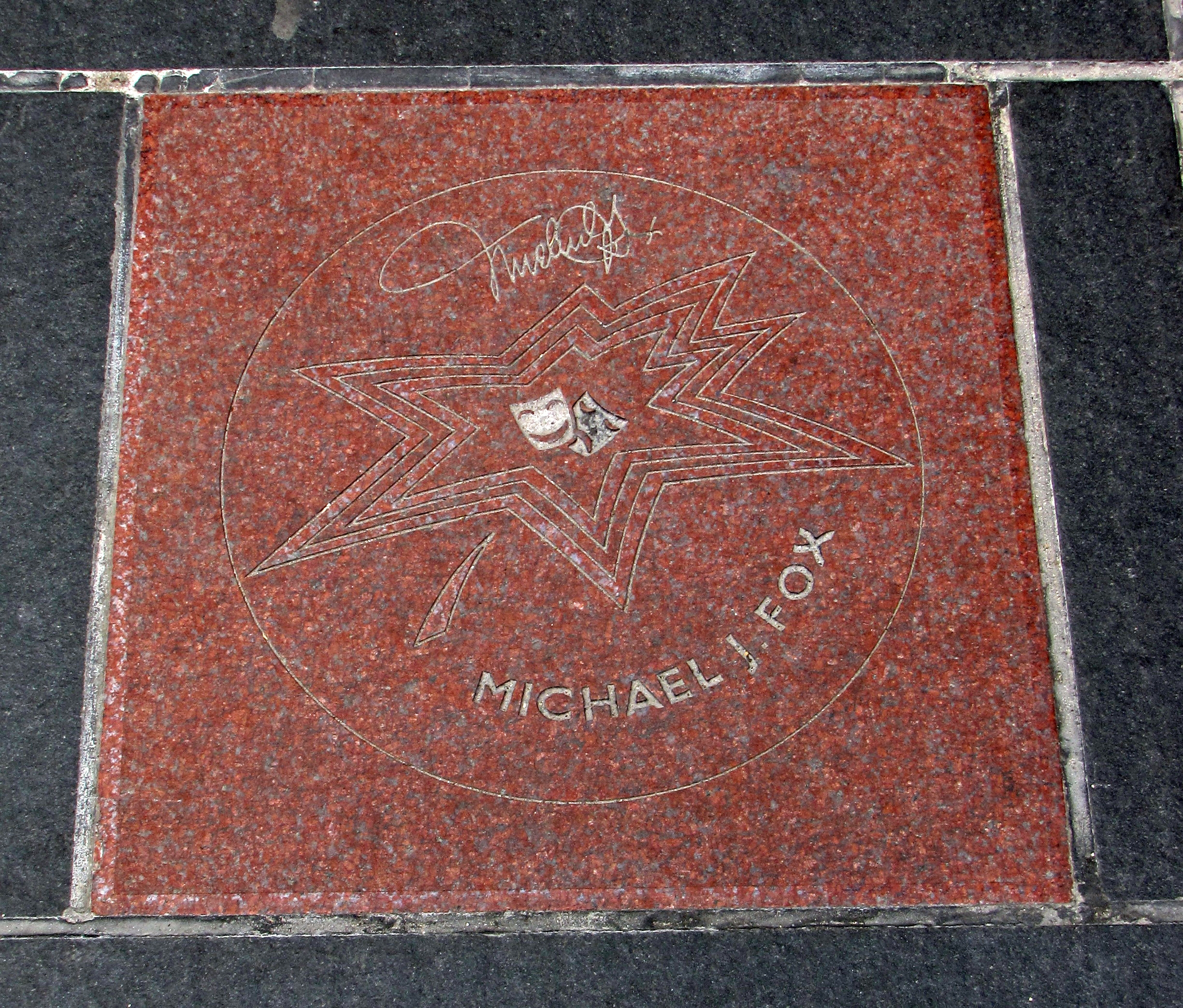
Der Stern von Michael J. Fox vor dem Royal Alexandra Theatre in der King Street

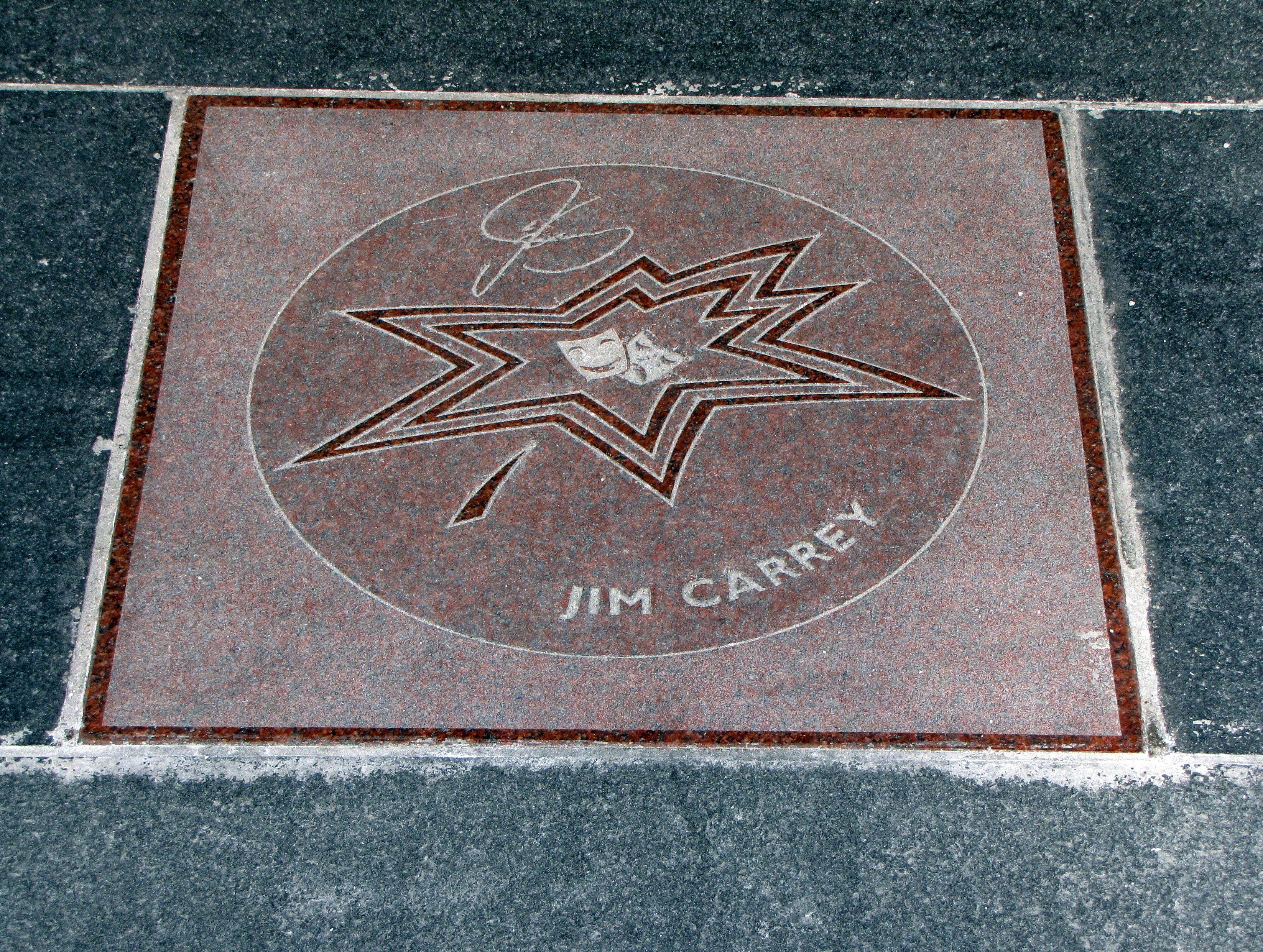
Jim Carreys Stern in der Simcoe Street

Im jährlichen Auswahlverfahren, das zum 30. April jeden Jahres endet, können Kandidatenvorschläge für den Walk of Fame von jedem volljährigen kanadischen Staatsbürger eingereicht werden. In den ersten Jahren geschah dies per Brief, Fax oder E-Mail; heute werden Nominierungen ausschließlich online über die offizielle Webseite des Projekts angenommen.
Nach den offiziellen Auswahlkriterien müssen die zu ehrenden Personen
- in Kanada geboren sein oder die für die kreativen Qualitäten ihres Schaffens wesentlichen Jahre in Kanada verbracht haben;
- mindestens zehn Jahre in ihrem Beruf tätig gewesen sein und dort allgemein anerkannte Leistungen vollbracht haben und
- auf nationaler oder internationaler Ebene einen wesentlichen Beitrag zum kulturellen Erbe Kanadas geleistet haben.

Im Rahmen des Canadian Legends Award werden seit 2008 auch bereits verstorbene Personen berücksichtigt.
Aus den jeweils mehreren tausend Nominierungen trifft zunächst eine Auswahlkommission eine sortierte Vorauswahl, die dann dem 15-köpfigen Direktorium des Projekts zur endgültigen Auswahlentscheidung zugeleitet wird. Bis 2010 wurden auf diese Weise zwischen 7 und 13 Personen pro Jahr ausgewählt.
Die Bodenplatten bestehen, ähnlich wie die Sterne auf dem Hollywood Walk of Fame, aus altrosafarbenem Terrazzo. Auf die Platten sind jeweils ein eingekreister Stern in Form eines stilisierten Ahornblattes (angelehnt an das maple leaf aus der Flagge Kanadas), Name und Unterschrift der geehrten Person sowie ein Symbol ihrer Tätigkeit eingraviert; bei Gruppen ist lediglich der Gruppenname (ohne namentliche Aufzählung der Mitglieder) verzeichnet.
Bis einschließlich 2010 wurden auf dem Walk of Fame 119 Einzelpersonen und 12 Gruppen geehrt. Anders als auf dem Hollywood Walk of Fame können Einzelpersonen nur einmal einen Stern erhalten, da nicht nach Kategorien unterschieden wird.

## Liste der Geehrten
| 1998 | 1999 | 2000 |
| --- | --- | --- |
| - Bryan Adams - Pierre Berton - John Candy † - Glenn Gould † - Norman Jewison - Karen Kain - Gordon Lightfoot - Rich Little - Anne Murray - Bobby Orr - Christopher Plummer - Barbara Ann Scott - Jacques Villeneuve                                             | - Juliette Cavazzi - David Cronenberg - Hume Cronyn - Céline Dion - Nancy Greene - Lou Jacobi - Mary Pickford † - Maurice Richard - Rush (Gruppe) - Buffy Sainte-Marie - Wayne † and Shuster (Duo)                                                  | - Maureen Forrester - Michael J. Fox - Evelyn Hart - Gordie Howe - William Hutt - Joni Mitchell - Ginette Reno - Jean-Paul Riopelle - Royal Canadian Air Farce (Gruppe) - William Shatner - Martin Short - Donald Sutherland - Neil Young |
| 2001 | 2002 | 2003 |

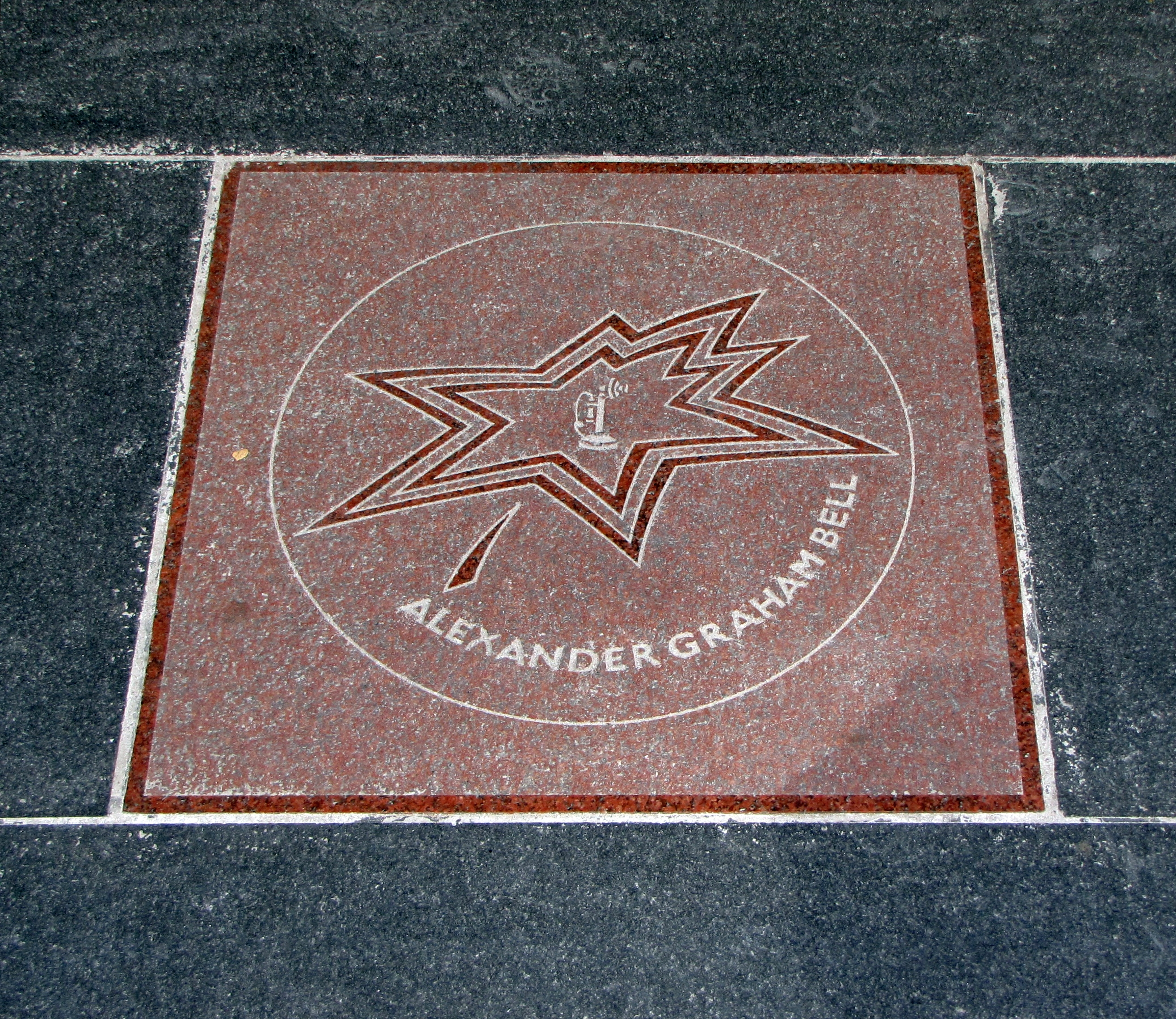
Alexander Graham Bells Stern auf dem Walk of Fame

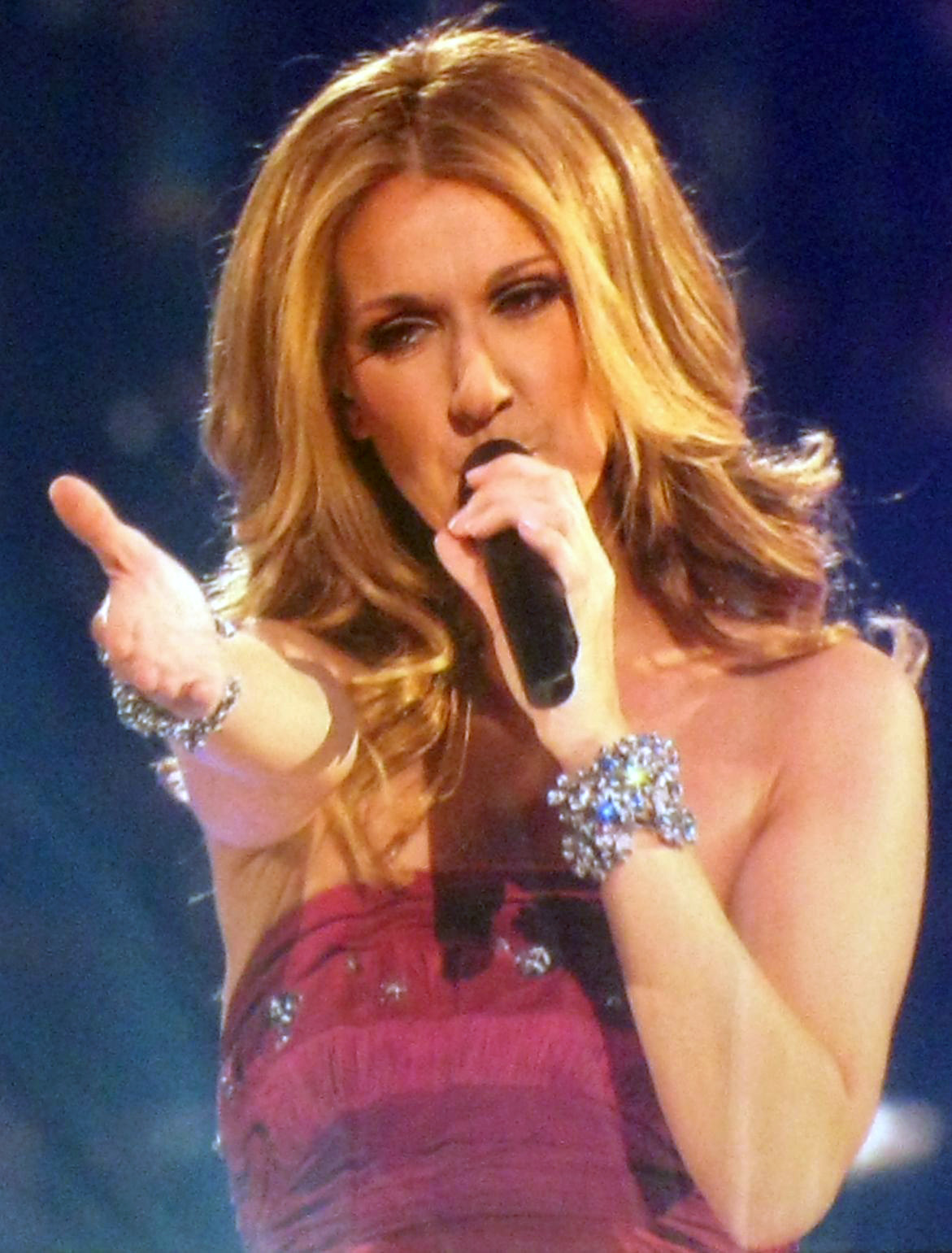
Céline Dion (hier bei einem Konzert 2008) wurde 1999 auf dem Walk of Fame geehrt

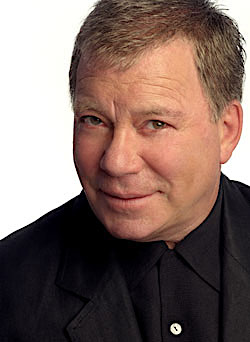
William Shatner erhielt 2000 einen Stern auf dem Walk of Fame

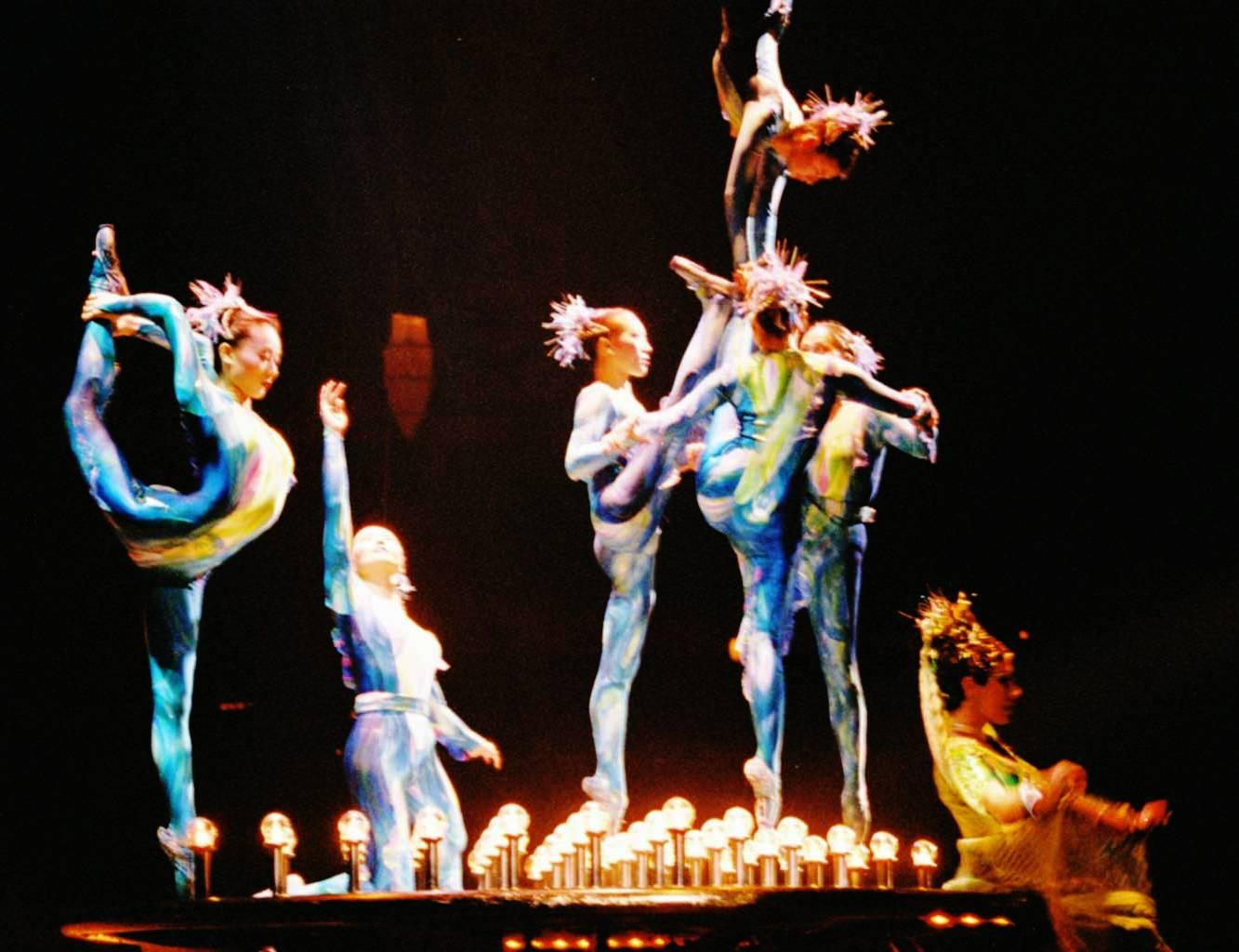
Der Cirque du Soleil (hier bei einer Aufführung in Wien 2004) bekam 2002 die Auszeichnung

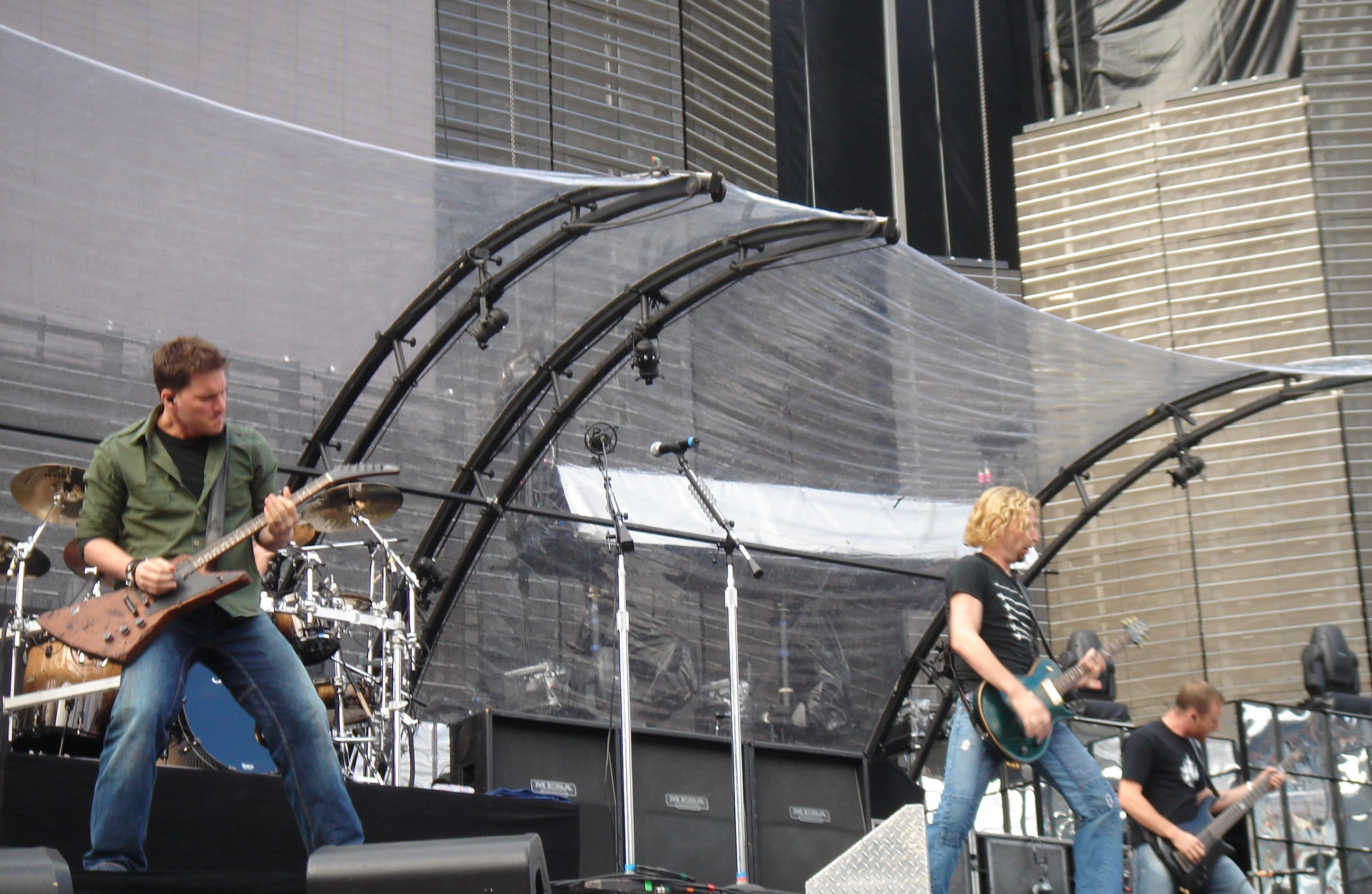
Nickelback (hier bei einem Konzert in Dublin 2006) erhielt 2007 die Auszeichnung

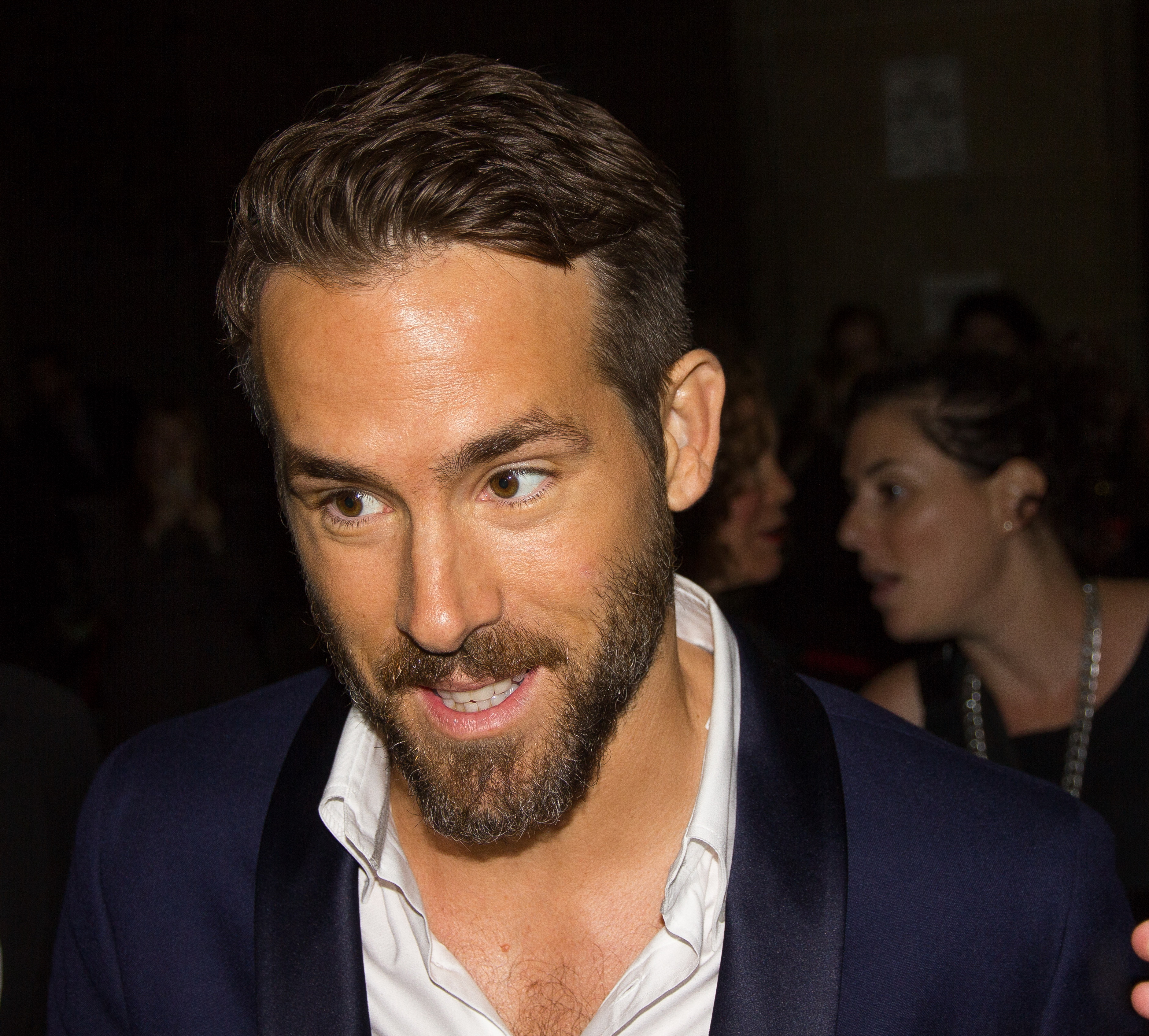
Ryan Reynolds (2014 in Toronto) wurde 2014 auf dem Walk of Fame geehrt

| - Kenojuak Ashevak - Margaret Atwood - Jean Béliveau - Alexander Graham Bell † - Kurt Browning - The Guess Who (Gruppe) - Ferguson Jenkins - Harry Jerome † - Robert Lepage - Leslie Nielsen - Walter Ostanek - Ivan Reitman - Teresa Stratas - Veronica Tennant | - Dan Aykroyd - Cirque du Soleil (Gruppe) - Alex Colville - Timothy Findley - David Foster - Wayne Gretzky - Monty Hall - Ronnie Hawkins - Arthur Hiller - Guy Lombardo † - Second City Television (Darstellergruppe) - The Tragically Hip (Gruppe) | - Scotty Bowman - Toller Cranston - Jim Elder - Linda Evangelista - Lynn Johnston - Lorne Michaels - Mike Myers - Luc Plamondon - Robbie Robertson - David Steinberg - Shania Twain                                                       |
| 2004 | 2005 | 2006 |
| - Denys Arcand - Jim Carrey - Shirley Douglas - John Kay - Diana Krall - Mario Lemieux - Louis B. Mayer † - Mack Sennett † - Helen Shaver - Jack L. Warner † | - Paul Anka - George Chuvalo - Michael Cohl - Pierre Cossette - Rex Harrington - Daniel Lanois - Alanis Morissette - Kiefer Sutherland - Fay Wray †                                                                                                 | - Pamela Anderson - Jann Arden - Crazy Canucks - Brendan Fraser - Robert Goulet - Eugene Levy - Paul Shaffer - Alex Trebek |
| 2007 | 2008 | 2009 |
| - Johnny Bower - Rick Hansen - Jill Hennessy - Nickelback (Gruppe) - Catherine O’Hara - Gordon Pinsent - Lloyd Robertson | - Frances Bay - James Cameron - Kids in the Hall (Gruppe) - k.d. lang - Steve Nash - Douglas Shearer † - Norma Shearer † - Daria Werbowy | - Blue Rodeo (Gruppe) - Raymond Burr † - Dean Caten & Dan Caten (Modelabel Dsquared²) - Kim Cattrall - Tom Cochrane - Howie Mandel - Robert Munsch - Chantal Petitclerc                                                                   |
| 2010 | 2011 | 2012 |
| - David Clayton-Thomas - Nelly Furtado - Doug Henning † - Clara Hughes - Eric McCormack - Farley Mowat - Sarah Polley | - Burton Cummings - Daniel Nestor - Roberta Lynn Bondar - Mordecai Richler † - Russell Peters - Sandra Oh | - Randy Bachman - Phil Hartman † - Russ Jackson - Sarah McLachlan - Sonia Rodriguez - Team Canada 1972 |
| 2013 | 2014 | 2015 |
| - Bob Ezrin - Terry Fox † - Victor Garber - Craig & Marc Kielburger - Oscar Peterson † - Christine Sinclair - Alan Thicke | - Louise Arbour - The Band - Jeff Healey † - Rachel McAdams - Ryan Reynolds - Hayley Wickenheiser | - Michael Bublé - The Band - Don Cherry & Ron MacLean - Wendy Crewson - Lorne Greene † - Lawrence Hill - Silken Laumann |
| 2016 | | |
| - Jeanne Beker - Corey Hart - Deepa Mehta - Jason Priestley - Darryl Sittler - Al Waxman † | | |
| † postum verliehen | | |